# Melek Taus

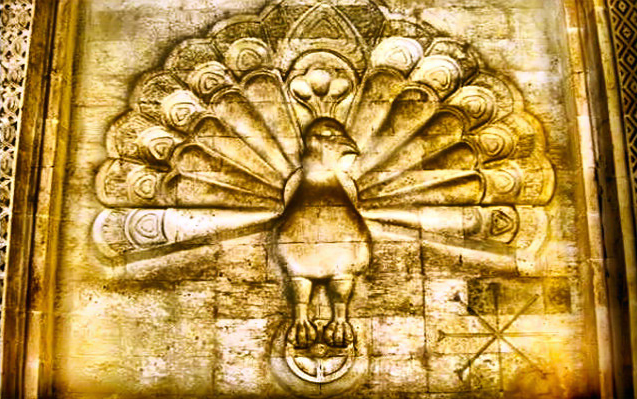
Der Engel Melek Taus wird durch einen Pfau symbolisiert.

Melek Taus („Engel Pfau“), persisch ملک طاووس, oder Tausī Melek (kurmandschi Tawūs-e Melek) ist im Glauben der Jesiden ein von Gott geschaffener Engel, der durch einen blauen Pfau symbolisiert wird. Nach jesidischer Mythologie hat Gott aus seinem Licht in der Form eines siebenfarbigen Regenbogens den Engel Melek Taus geschaffen. Melek Taus ist einer von insgesamt sieben Erzengeln der Jesiden. Der Pfau ist das Symbol des Engels und symbolisiert seine Schönheit und die Herrschaft über die sechs weiteren Engel. Besondere Verehrung hat Melek Taus bei den Jesiden als Mittlerwesen zwischen Schöpfer und Erdenmenschen. Das jesidische Neujahrsfest ist ihm zu Ehren gewidmet, jedes Jahr an diesem Tag soll er einmal auf die Erde kommen. Als erster von sieben Engeln erschuf er in Gottes Auftrag die Welt sowie Adam und Eva. Da sich Melek Taus weigerte, vor Adam zu knien, wie Gott forderte, wurde er zum obersten Engel und zum Statthalter und Verwalter der Erde erhoben. Diese Anweisung war eine Prüfung, da Gottes erstes Gebot an die sieben Engel gewesen war, sie sollten nur ihn anbeten. So symbolisiert Melek Taus im Jesidentum nicht das Böse und ist nach einer Auslegung auch kein in Ungnade gefallener Engel.
Nach einem Schöpfungsmythos ist Melek Taus an der Erschaffung Adams beteiligt. Demnach stammen Jesiden allein von Adam ab und nicht wie die übrigen Menschen von Adam und Eva. Mit dieser auserwählten Stellung wird das Gebot zur Endogamie religiös begründet.
Da sich die Religion der Jesiden hauptsächlich mündlicher statt schriftlicher Quellen bedient, ist es schwierig, präzise Aussagen über den Glauben aller Jesiden zu treffen. Einer Vorstellung nach wäre Melek Taus mit dem Erzengel Asasel zu identifizieren, der bei Gott in Ungnade fiel, seine Vermessenheit jedoch bereute und dafür in der Hölle büßte. Dort löschte er die Feuer der Hölle mit seinen Tränen und seine Schuld wurde ihm vergeben. Andererseits identifizieren viele Jesiden Melek Taus mit dem Erzengel Dschebrail (Gabriel).:S. 3, 14 ff. Es ist umstritten, ob jene Geschichten um Melek Taus, die ihn mit Asasel oder anderen teuflischen Figuren der abrahamitischen Religionen identifizieren, nicht nachträglich von Christen oder Muslimen in Umlauf gebracht worden sind, da einige ihrer Züge dem Grundgedanken des jesidischen Glaubens widersprechen.

## Symbolik des Pfaus
Die unterschiedlich alten, überwiegend mündlich überlieferten Traditionen des Jesidentums ergeben kein einheitliches Bild von den Glaubensvorstellungen und es fehlt eine vereinende Theologie, weshalb auch die Vorstellungen von Melek Taus auszudeuten sind. Der Pfau wird als gottheitlich betrachtet und steht für den von Gott aus reinem Licht geschaffenen Engel Melek Taus. Der Engel kann mit dem Pfau als identisch aufgefasst werden oder er tritt im Pfau in Erscheinung.:S. 12, 14 Weitere Symbole für Melek Taus sind die Sonne und das Toka Êzî, auch Toka Tausî Melek, ein langes weißes Hemd, das Gott dem Engel zum Zeichen seiner Treue umlegte.
In Asien ist der Pfau als Symbol sehr verbreitet und steht für Herrschertum und Schönheit. Der Pfau ist der Nationalvogel von Indien und die Mogulkaiser besaßen einen Pfauenthron. Viele Jesiden tragen Goldketten in der Form eines Pfaus.

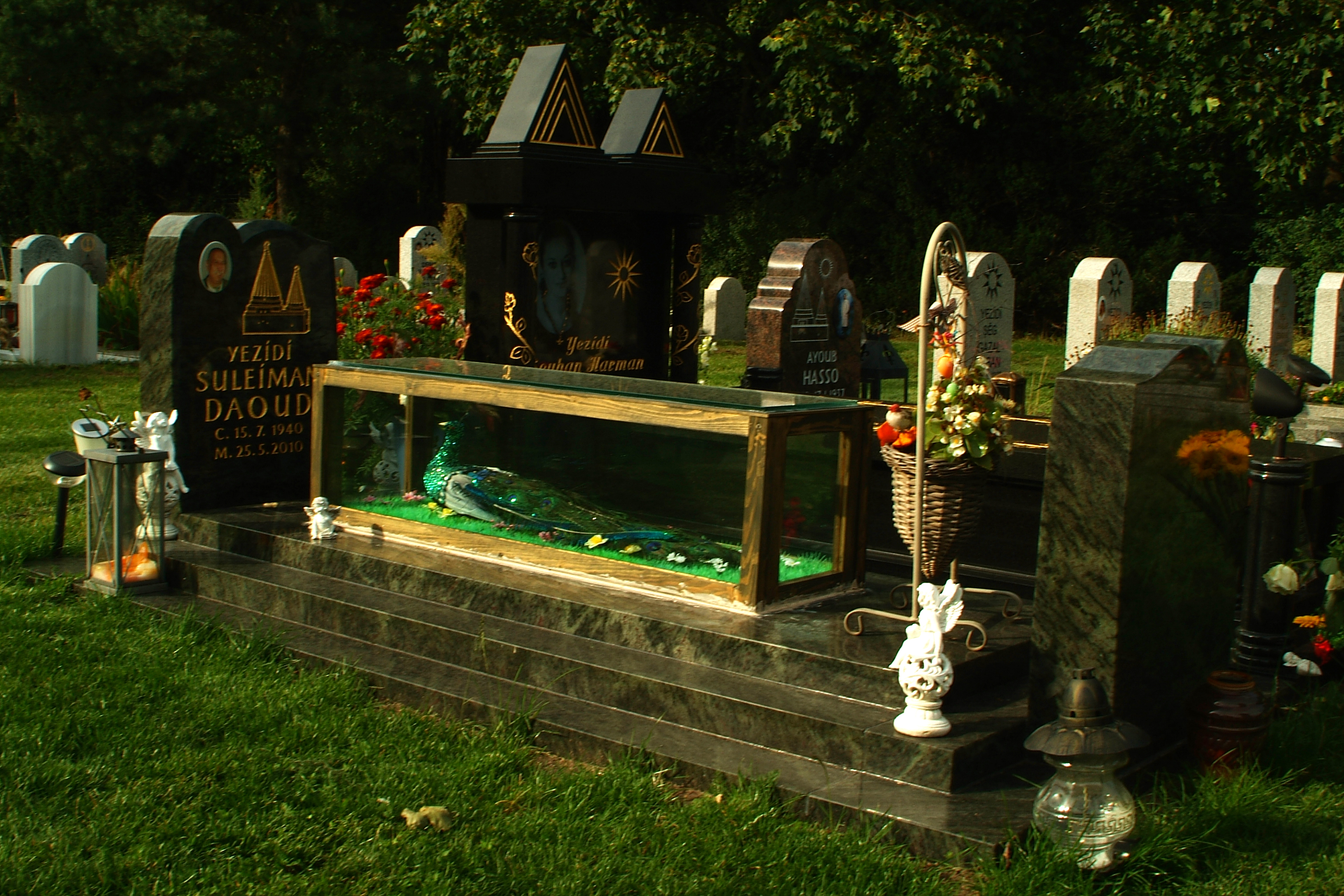
Jesidisches Gräberfeld auf dem Stadtfriedhof Hannover-Lahe mit einem Pfau, der Melek Taus symbolisiert, im Schaukasten auf dem Grab.

## Inkarnationen
Als wichtigste Menschwerdung des Melek Taus gilt nach jesidischem Glauben Scheich ʿAdī. Die Jesiden verehren sieben heilige Bronze- oder Eisenfiguren, die als Verkörperungen von Melek Taus gelten und Sandschak (sanǧaq) genannt werden.

## Identifizierung mit dem Teufel
Seit dem 16. Jahrhundert identifizierten Christen und Muslime zunehmend Melek Taus mit der Figur des Satans, bekannt aus ihren jeweiligen Religionen. Die Tatsache, dass Jesiden keine Gestalt des Bösen kennen, verstärkte die Annahme, die Jesiden oder Mitglieder eines jesidischen Zweiges würden insgeheim den Teufel verehren. Zudem gilt es für Jesiden als Beleidigung, das Wort „Schaitan“ (Teufel) auszusprechen – allerdings nicht, anders als von Christen und Muslimen häufig behauptet, weil dies der Name ihres Gottes sei, sondern weil es als blasphemisch gilt, eine Gegenkraft zu Gott auch nur in Erwägung zu ziehen. Auch viele Mythen um Melek Taus als rebellierender Engel oder Verführer Adams widersprechen den Grundzügen des Jesidentums und sind womöglich von Muslimen im 9. Jahrhundert oder missionierenden Christen zu Beginn des 20. Jahrhunderts in Umlauf gebracht worden. Allerdings gibt es Parallelen zum koranischen Narrativ des Teufels und der Weigerung Melek Taus’, sich vor dem Menschen zu verneigen. Im Koran ist es Iblis, der zum Satan wird, nachdem dieser sich weigert, sich vor dem Menschen niederzuwerfen. Daraufhin wird er für viele Muslime zur Personifizierung des Bösen. Melek Taus wird hingegen für seine Weigerung geehrt, da es Gottes oberstes Gebot war, sich vor niemandem außer Gott niederzuwerfen. Allerdings lassen sich in dieser Vorstellung islamische Einflüsse aus dem Sufismus, besonders durch ʿAdī ibn Musāfir, nachweisen. In manchen islamischen Traditionen gilt ein Pfau zudem als Helfer von Iblis. Während im schwarzen Buch der Jesiden Melek Taus tatsächlich mit Asasel identifiziert wird, so wird Melek Taus meistens mit dem Engel Gabriel identifiziert.:S. 14–15 ff.